# Strage di Torre Annunziata
La strage di Torre Annunziata o strage del Circolo dei pescatori o anche strage di Sant'Alessandro fu un tragico fatto di sangue avvenuto a Torre Annunziata nel 1984.

## Il contesto storico
La rivalità nacque dopo l'ergastolo di Raffaele Cutolo e la scomparsa della Nuova Famiglia. I clan Bardellino, Alfieri, Gionta, Nuvoletta e Fabbrocino, un tempo alleati, si divisero. Nel frattempo il clan Gionta aumentò la sua potenza, si alleò con il clan Nuvoletta per comandare su Torre Annunziata ed estese i suoi interessi al traffico di droga, contrabbando, racket del pesce e della carne. Inevitabilmente si svilupparono delle tensioni con gli altri clan della zona, in particolare con gli Alfieri-Bardellino.
Si ebbero diversi episodi che facevano intuire la prossimità dello scontro, fino a quando, nel maggio del 1984, Leopoldo del Gaudio, uomo d'Alfieri venne ucciso al mercato del pesce e questa aggressione determinò l'eccidio.

## I fatti
Il 18 agosto 1984 nei pressi di Scalea venne rubato un autobus, il quale venne usato, pochi giorni dopo, per compiere la strage. Il 26 agosto 1984, verso mezzogiorno, l'autobus giunse davanti al Circolo dei pescatori di Torre Annunziata, dove spesso si riunivano gli uomini legati ai Gionta, il mezzo esponeva un cartello recante scritto "Gita turistica". Dall'autobus uscirono 14 sicari armati di fucili a pompa, AK-47 ed IMI Uzi, che spararono lasciando 8 uccisi e 7 feriti. Alcune delle vittime non erano legate a Gionta – obiettivo principale dell'eccidio – che riuscì a fuggire.

## L'inchiesta di Giancarlo Siani
Il giornalista Giancarlo Siani che si occupò della vicenda in un articolo dichiarava che l'arresto del boss Valentino Gionta, avvenuto nel 1985 nel territorio dei Nuvoletta, fu il "prezzo" pagato da questi ultimi per giungere alla pace con Bardellino. L'idea di Siani venne vista come un'offesa all'onore del clan e per questo il giornalista venne ucciso.

## Nella cultura popolare

### Filmografia
- Fortapàsc, regia di Marco Risi (2009)